# Île de la Possession

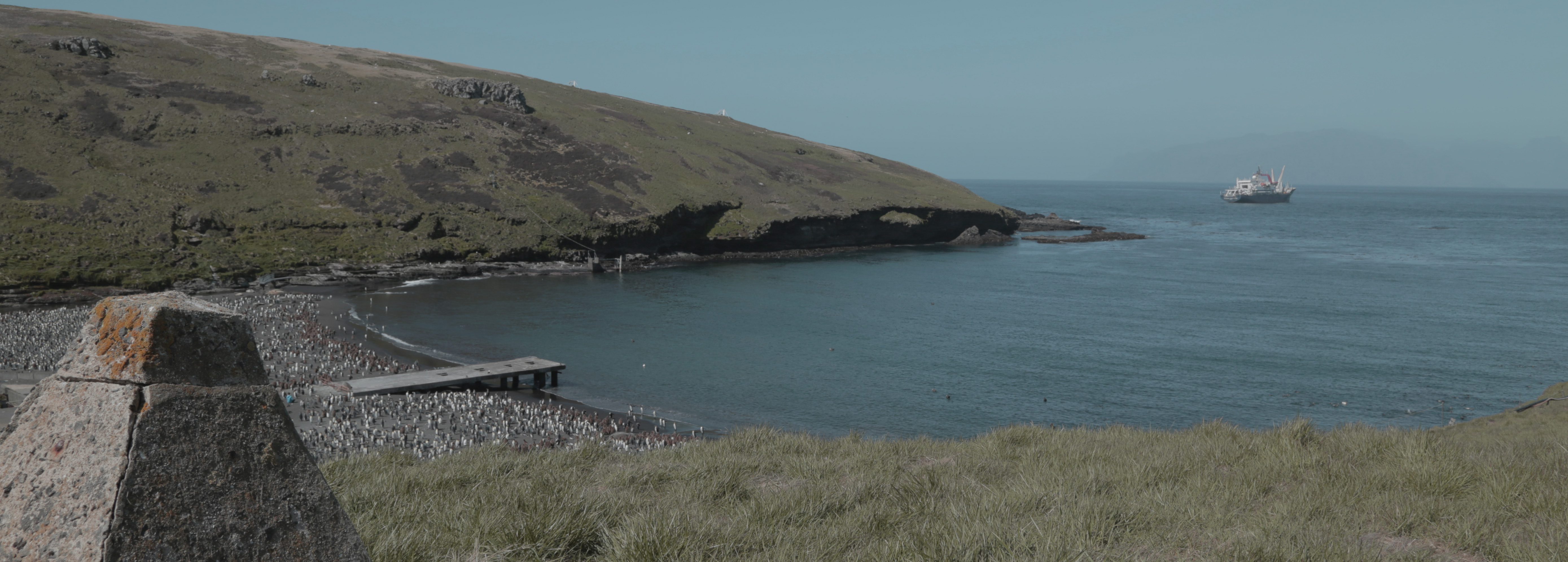
Vue sur la manchotière depuis la borne de possession de l'Aviso Bougainville sur l'île de la Possession.

L'île de la Possession, également appelée île de la prise de Possession, est l'île principale de l'archipel sub-antarctique des îles Crozet, appartenant aux Terres australes et antarctiques françaises.

## Géographie

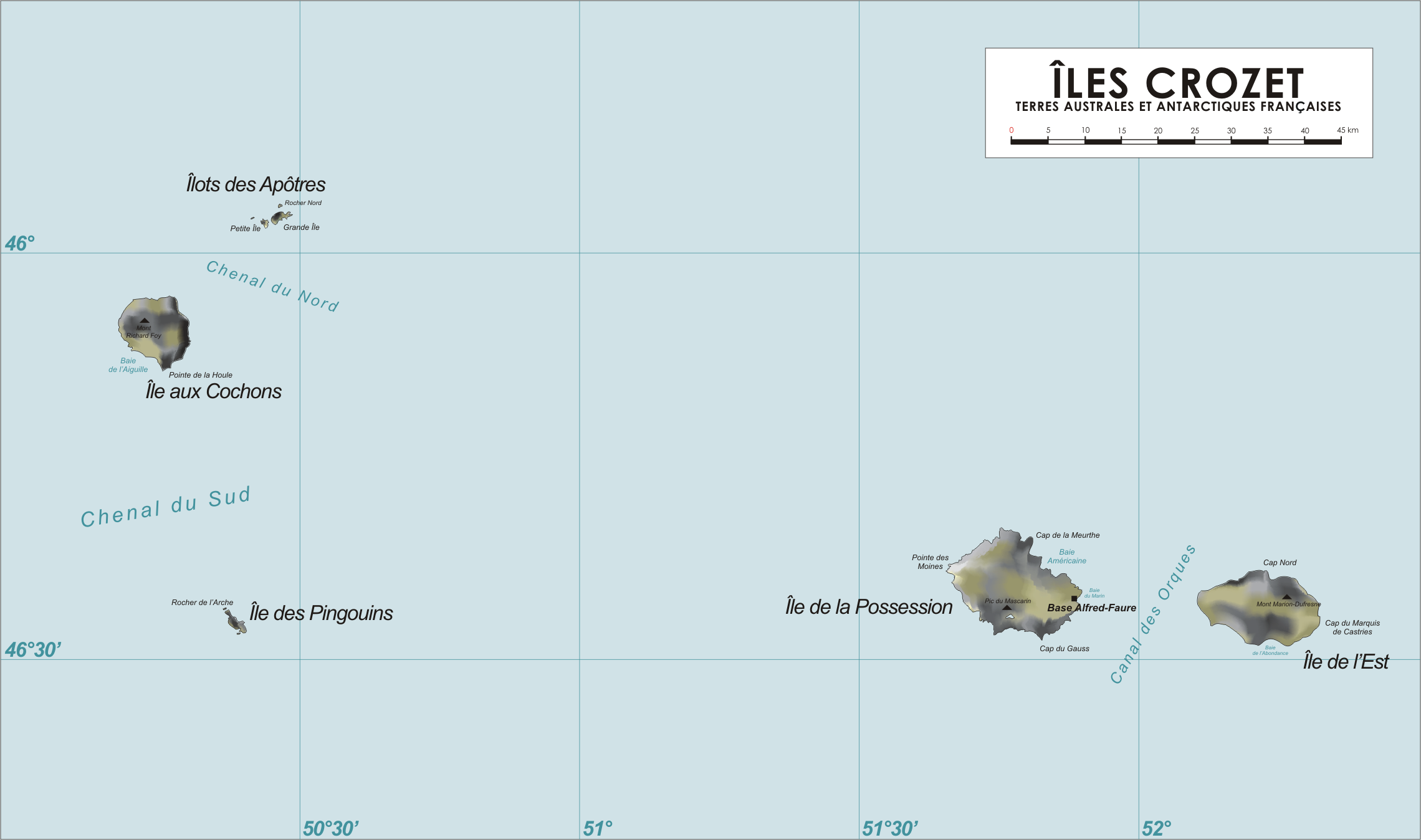
Carte de l'archipel Crozet avec l'île de la Possession au centre droit.

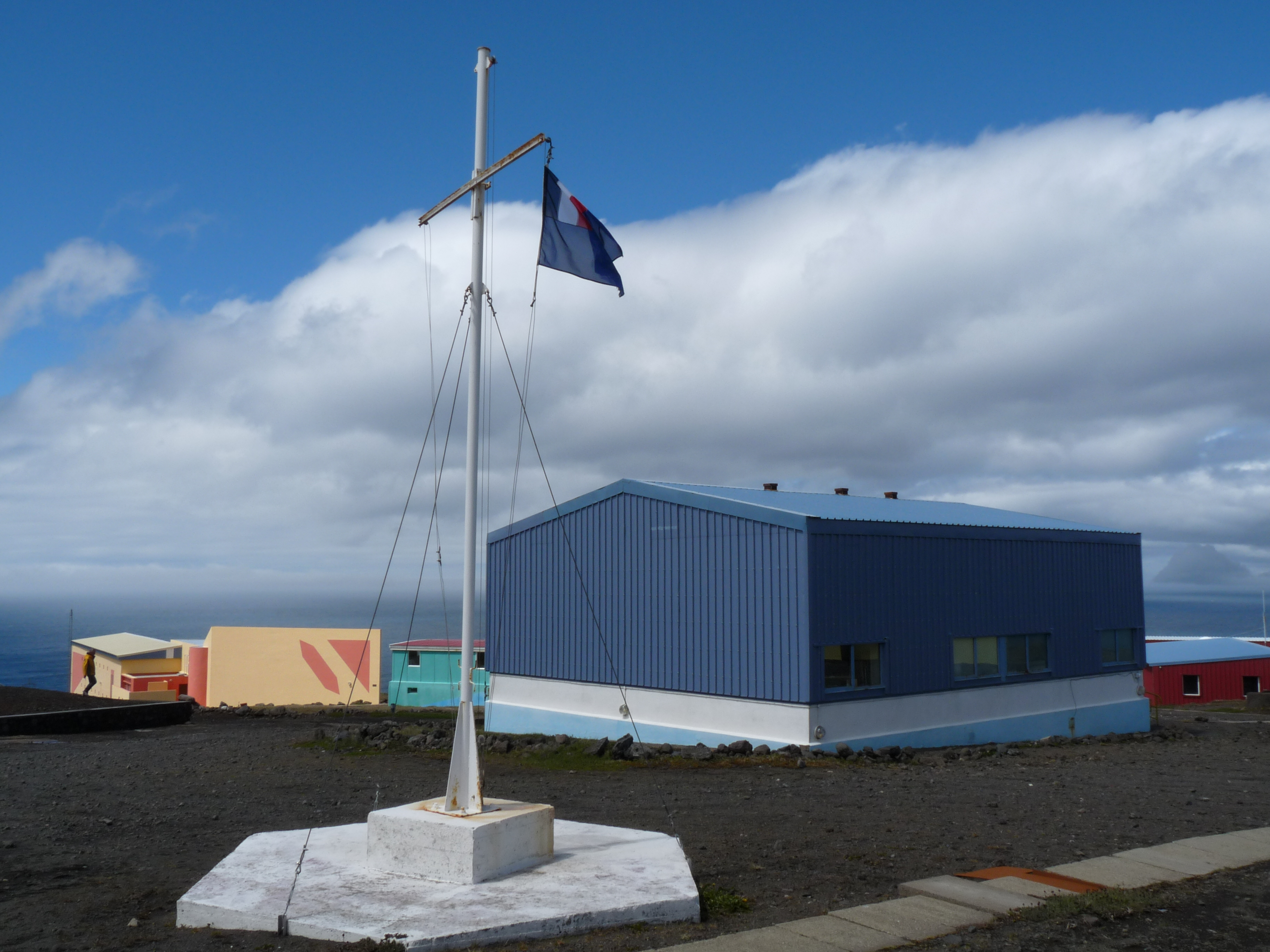
Vue de la base Alfred-Faure avec le drapeau des TAAF.

Avec une surface de 150 km2, l'île de la Possession est la plus grande de l'archipel Crozet. Elle est également la seule à posséder un établissement humain permanent, la base Alfred-Faure construite en 1963 à 130 m d'altitude, aux pieds du plateau Jeannel et de l'arête des Djinns. Elle héberge entre 18 et 30 personnes pour des travaux de recherche.
Avec l'île de l'Est située 18 km à l'est, au-delà du canal des Orques, elle forme le groupe oriental de l'archipel.
Île d'origine volcanique, elle culmine à 934 m au pic du Mascarin.
L'île de la Possession, au même titre que les autres îles de l'archipel, est protégée au sein de la réserve naturelle nationale des Terres australes françaises. Cette protection ne couvre que l'espace terrestre de l'île.

## Volcanologie
L'exploration volcanologique de l'île de la Possession a été réalisée en 1981 par Luc Chevallier (carte au 1:50.000 avec notice, CNFRA no 50).
L'île est, comme l'île de l'Est, (voir cette monographie) un stratovolcan qui s'est édifié au cours d'au moins 5 phases d'activité.
Son centre éruptif est actuellement localisé à l'Ouest (cap de l'Héroïne) où des panneaux faillés et redressés, travaillés par l'érosion marine sont en discordance avec le pendage général du volcan. Cette phase 1 la plus ancienne est formée de hyaloclastites palagonitisés interstratifiés avec des niveaux de fossiles marins (pecten, moule) témoins d'une activité sous-aquatique.
La phase 2 est visible dans les fonds de vallées et correspond à une activité sub-aérienne d'épaisses coulées de basaltes se terminant par une activité plus explosive de pyroclastites. Des réseaux de dykes annulaires entrelardent la série 2 dans sa totalité. Cette activité se situe entre 9 et 1,3 million d'années soit au Mio-Pliocène et jusqu'au Pléistocène.
La phase 3 s'est déposée après érosion de la surface des laves de la phase 2. Elle débute par un conglomérat basal suivi de pyroclastites interstratifiées de fines coulées de lave et de sills devenant plus abondants vers la fin du cycle. Ces produits ont été amenés par des séries de dykes radiaux centrés sur l'Ouest de l'île. Cette phase s'est déroulée entre 1 et 0,5 million d'années (Pléistocène).
La phase 4 constitue les entablements d'une dizaine de mètres d'épaisseur couronnant les plateaux. La lave provient de dykes regroupés en un système de rift de direction NW-SE dont les injections rapprochées d'une dizaine de mètres traduisent une extension majeure de la croûte océanique à cette époque. Cette phase a été suivie par une période glaciaire synchrone de celle de l'île de l'Est qui a façonné notamment la vallée tectono-glaciaire des Branloires.
La phase 5 est représentée par des cônes de scories (mont Branca par exemple et surtout la zone du mont des Cratères) alignés selon les dykes et fractures du volcan primitif. Elle aurait moins de 100 000 ans.
En ce qui concerne la pétrologie, les laves correspondent à une série de basaltes alcalins et leurs dérivés émis soit sous l'eau (phases 1 et 2 partiellement) soit à l'air libre (autres phases). On note des laves provenant de cumulats d'un réservoir magmatique (ankaramites) et quelques laves de différenciation comme la phonolite du dôme du La Pérouse (début phases 3).
Les manifestations post-volcaniques se réduisent à la Possession à une petite source thermo-minérale qui s'écoule à la faveur des failles du graben de la vallée des Branloires. Les appareils de la phase 5 conduisent à classer l'île comme un volcan potentiellement actif.
- Voir : Carte volcanologique schématique et données complémentaires in J. Nougier et J.W. Thomson ; Volcanoes of the Antarctic Plate and Southern Oceans. Antarctic Res. series vol.48, American Geophysical Union (1990).

## Histoire

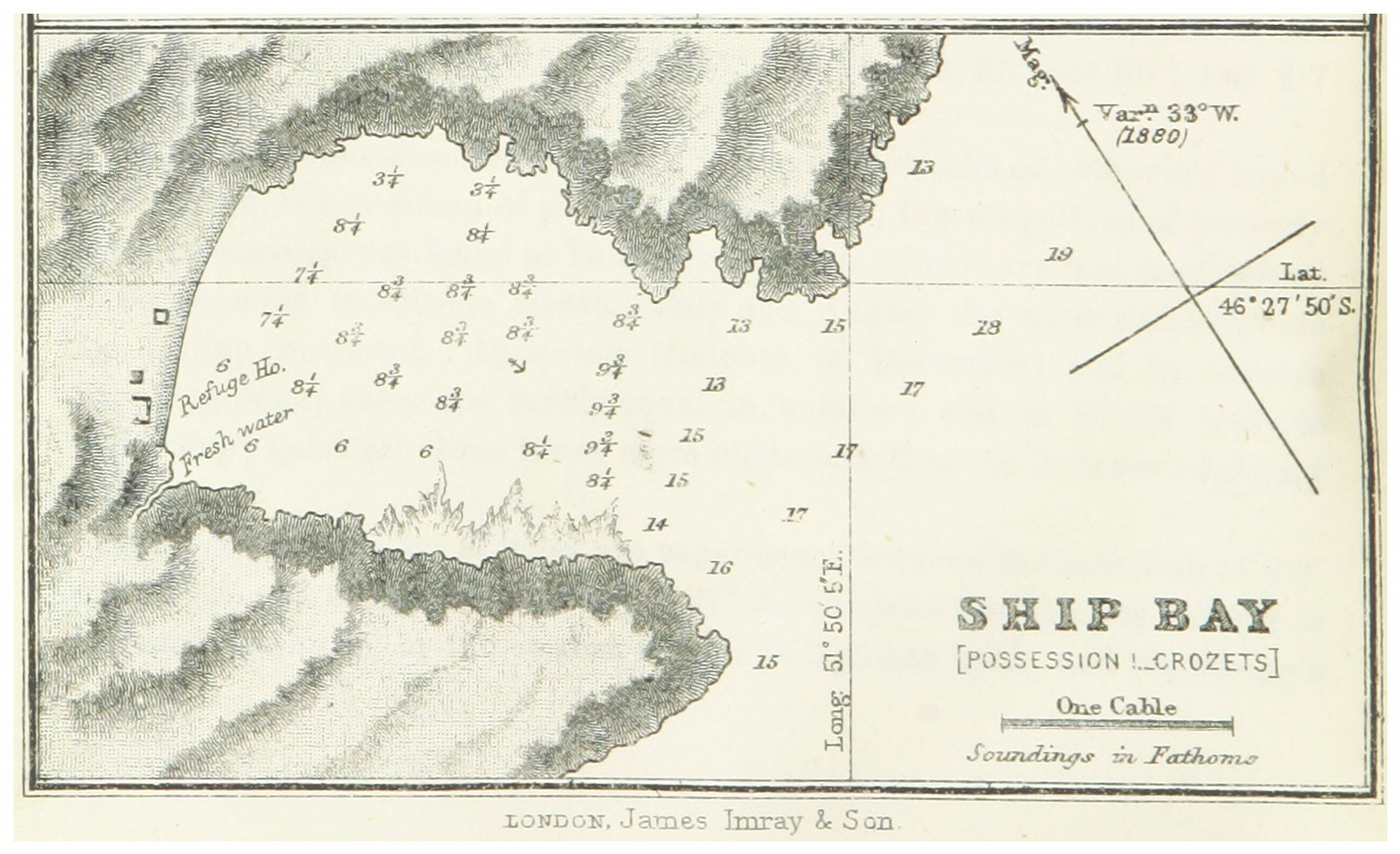
Crique du Navire, sur l'île de la Possession, 1893

L'île de la Possession a été découverte le 24 janvier 1772 par l'explorateur français Marc Joseph Marion du Fresne. Julien Crozet, second à bord du Mascarin, fut envoyé à terre où il effectua une cérémonie de prise de possession en déposant une bouteille contenant un parchemin au nom du roi Louis XV. L'île fut alors nommée « île de la Prise de Possession ».
La corvette Héroïne commandée par Jean-Baptiste Cécille y a fait escale en novembre 1837. Il signale alors la présence d'un navire baleinier français, et porte secours aux équipages de deux navires baleiniers américains naufragés en baie du Navire,.
James Clark Ross passe quelques jours à proximité de l'île de la Possession à bord de l'Erebus en avril 1840.
En décembre 1873, l'expédition du Challenger séjourne brièvement en baie du Navire.
Le 25 décembre 1901, le Gauss de l'expédition allemande au pôle Sud, menée par Erich von Drygalski, visite pendant quelques heures la crique de Noël.
Le navire Discovery de l'expédition BANZARE, menée par Douglas Mawson, visite la baie Américaine en novembre 1929. Des photos sont réalisées par Frank Hurley.
En janvier 1939, l'aviso français Bougainville réaffirme la souveraineté française sur l'archipel. Le naturaliste René Jeannel étudie alors la biodiversité de l'île.
En décembre 1959 et janvier 1960, l'explorateur et navigateur britannique Bill Tilman, alors âgé de plus de 60 ans, entreprend l'ascension des principaux sommets de l'île.

## Galerie

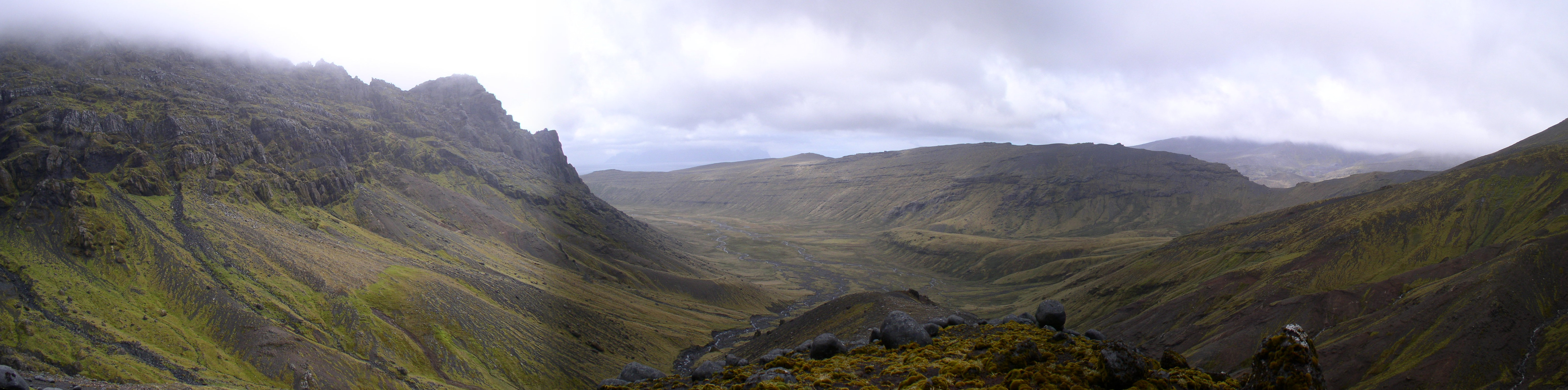
La vallée de la Hébé vue du col 500
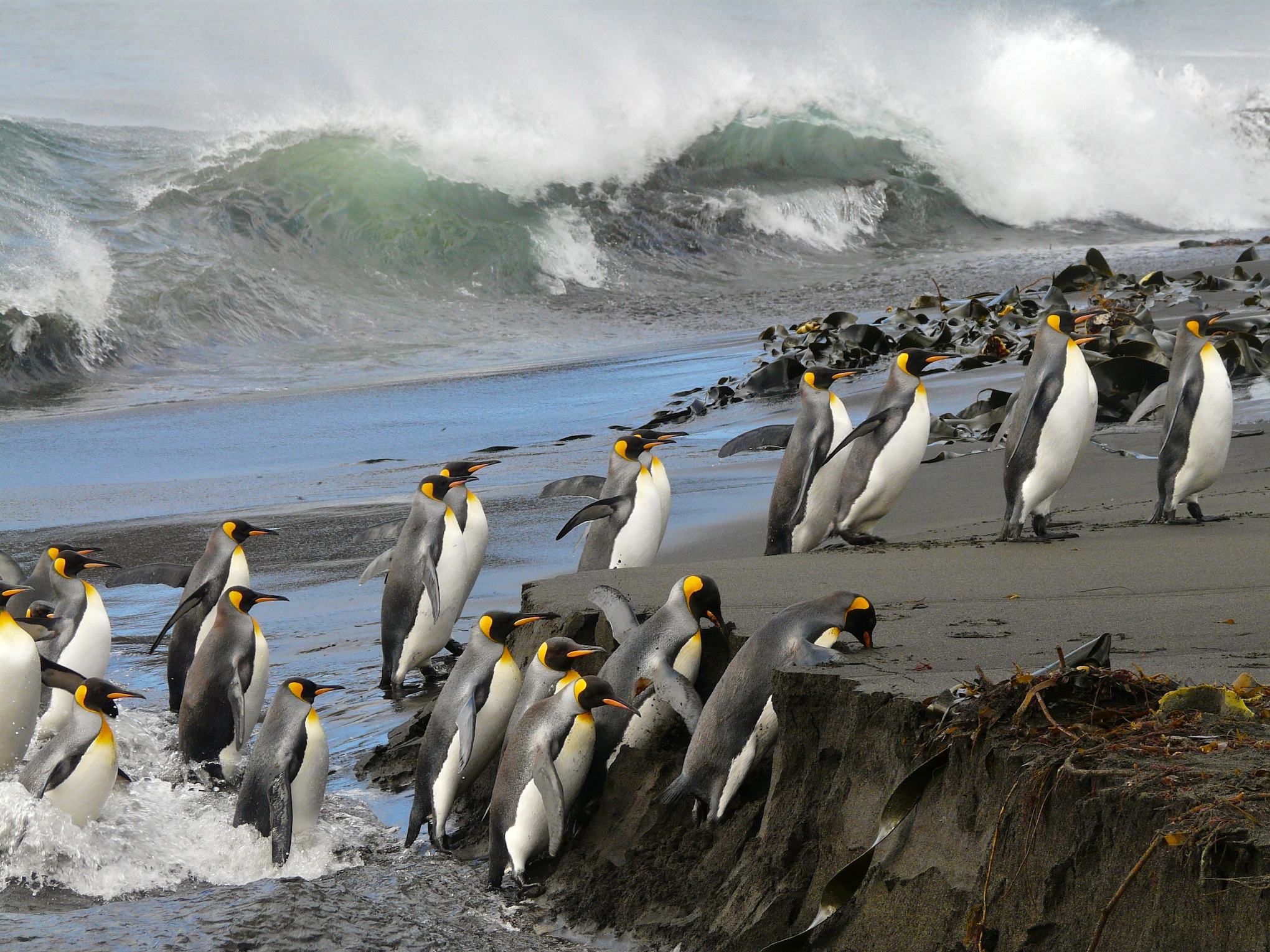
Arrivée de manchots royaux sur une plage le 8 juin 2013
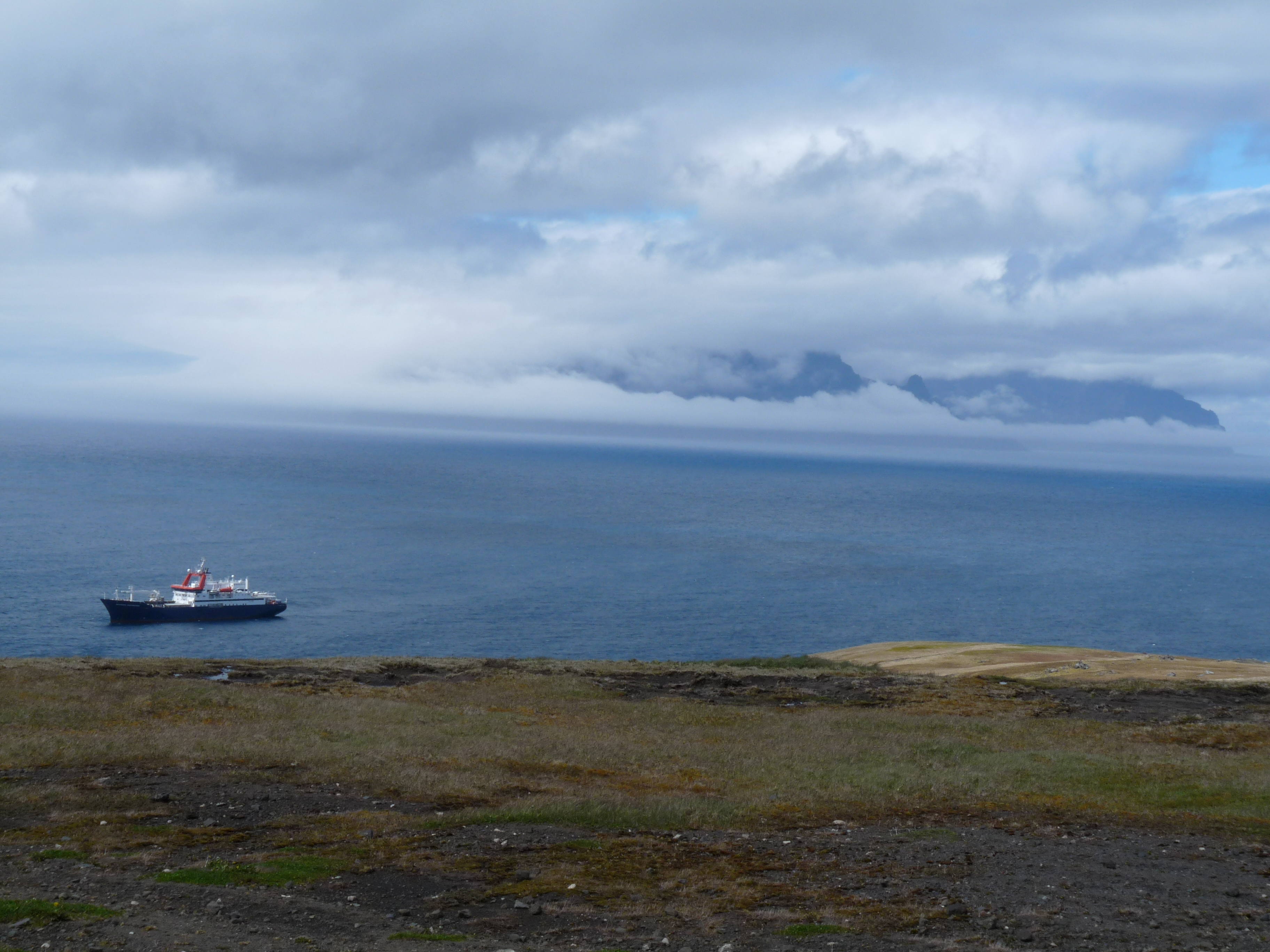
Le Marion-Dufresnes et l'Île de l'Est vus depuis la Possession
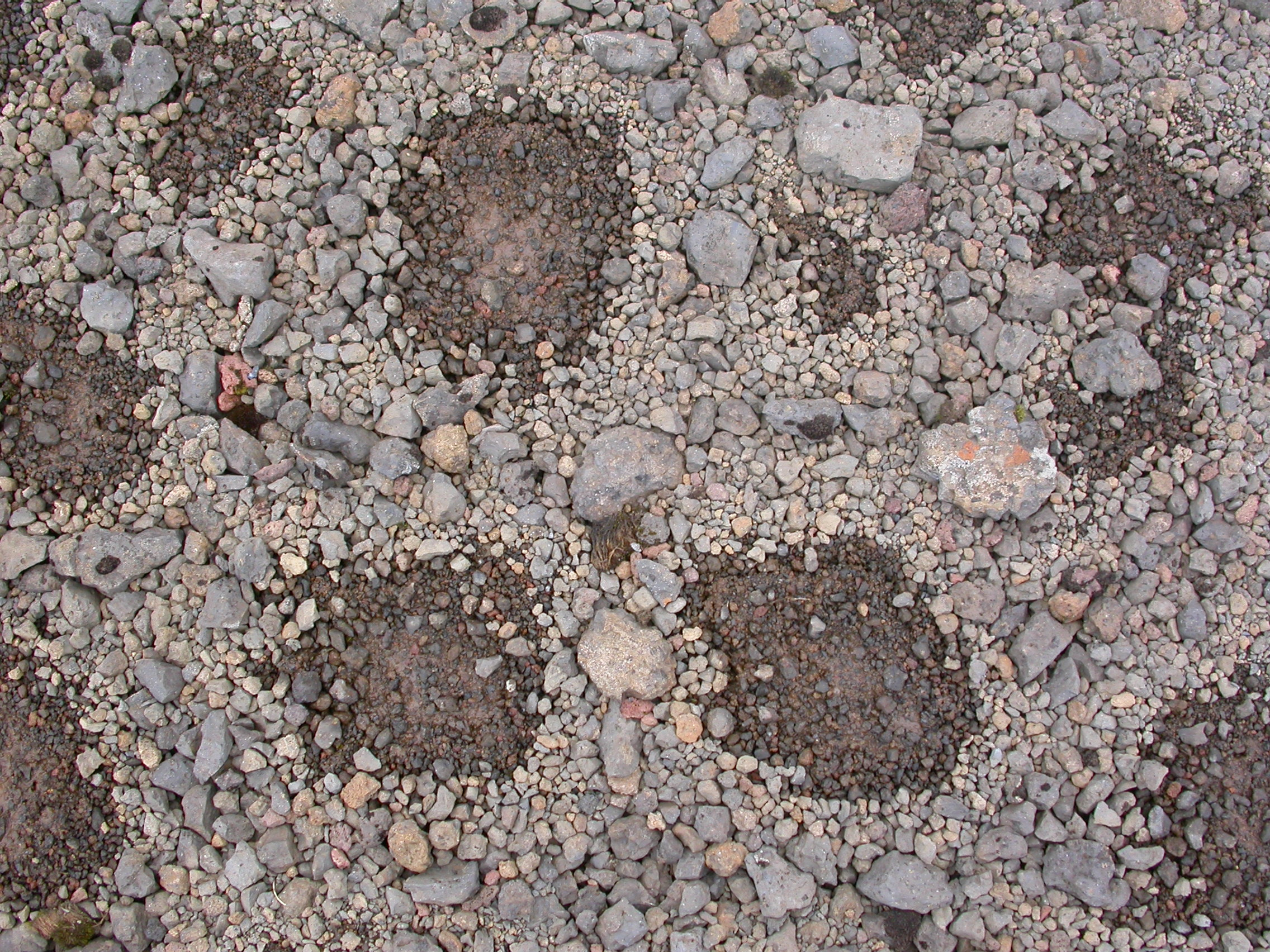
Lithalsas du plateau Jeannel (2005)
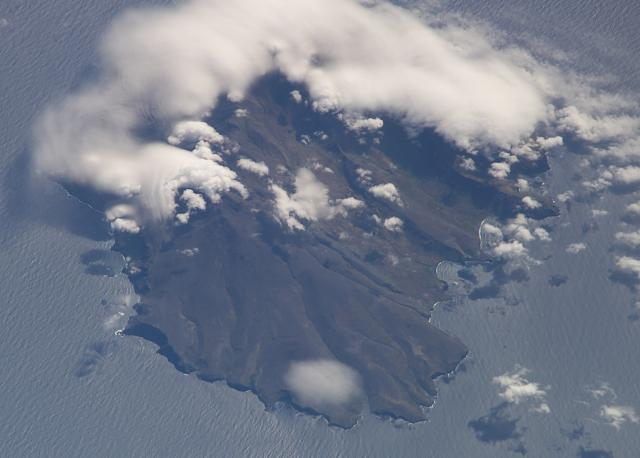
L'île vue de la SSI (03/2003)
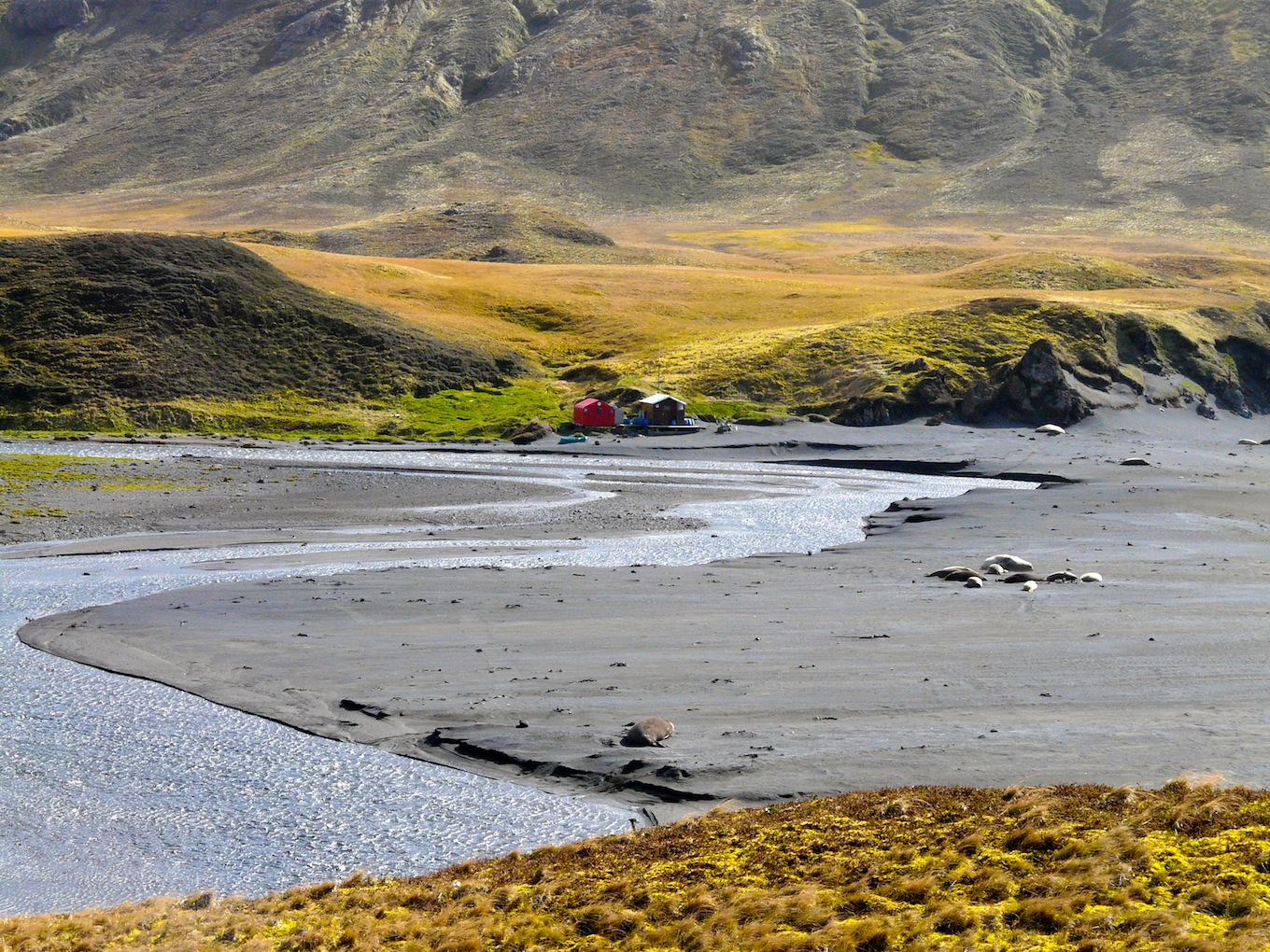
Débouché de la rivière Moby-Dick dans la Baie Américaine

### Filmographie
- Murmures dans les rugissants, un documentaire de 52 minutes réalisé par Lauren Ransan, consacre un chapitre à l'histoire de l'île de la Possession[8].